# Puccinellia festuciformis
Puccinellia festuciformis là một loài thực vật có hoa trong họ Hòa thảo. Loài này được (Host) Parl. miêu tả khoa học đầu tiên năm 1850.